# Mistrzostwa Polski w Judo 2023
Mistrzostwa Polski w Judo 2023 – 67. edycja mistrzostw, która odbyła się w Katowicach w dniach 24 – 26 listopada 2023.

## Medaliści

### Kobiety
| Kategoria:    | Złoto:                                        | Srebro:                                 | Brąz:                                                                  |
| do 48 kg      | Natalia Stokłosa (Akademia Judo Poznań)       | Oliwia Onysk (AZS AWF Katowice)         | Paulina Szlachta (AZS AWF Wrocław) Zuzanna Woźniak (Yuko Józefów)      |
| do 52 kg      | Aleksandra Kaleta (Judo Wolbrom)              | Klaudia Cieślik (AZS AWF Katowice)      | Marta Kuraś (Praesidium Wrocław) Kinga Klimczuk (Praesidium Wrocław)   |
| do 57 kg      | Arleta Podolak (Gwardia Warszawa)             | Julia Kowalczyk (Polonia Rybnik)        | Karolina Siennicka (Safari 152 Warszawa) Julia Bulanda (Czarni Bytom)  |
| do 63 kg      | Angelika Szymańska (KS JST Włocławek)         | Natalia Kropska (Czarni Bytom)          | Agata Zacheja (Gwardia Warszawa) Sonia Lniany (Czarni Bytom)           |
| do 70 kg      | Aleksandra Kowalewska (Nastula Club Warszawa) | Eliza Wróblewska (Akademia Judo Poznań) | Agata Pałka (Olimp Nowa Sól) Maria Bączek (Gwardia Warszawa)           |
| do 78 kg      | Anna Dyba (AZS AWF Wrocław)                   | Paulina Dziopa (Czarni Bytom)           | Beata Pacut-Kłoczko (Czarni Bytom) Paulina Muszyńska (Wybrzeże Gdańsk) |
| powyżej 78 kg | Urszula Hofman (Polonia Rybnik)               | Paula Kułaga (Copal Trzcianka)          | Wiktoria Lis (AZS AWF Katowice) Anna Załęczna (TKS Judo Toruń)         |

### Mężczyźni
| Kategoria:     | Złoto:                                                  | Srebro:                           | Brąz:                                                                          |
| do 60 kg       | Hubert Pieczyński (AZS Opole)                           | Igor Błaszczak (Juvenia Wrocław)  | Stanisław Piechota (Panda Warszawa) Ksawery Ignasiak (Conrad Gdańsk)           |
| do 66 kg       | Arkadiusz Makarewicz (Praesidium Wrocław)               | Szymon Szymański (Yuko Józefów)   | Bartłomiej Garbacik (AZS AWF Katowice) Krzysztof Klimkiewicz (UKS Judo Kraków) |
| do 73 kg       | Radosław Stroka (AZS AWF Warszawa)                      | Jakub Pec (Yuko Józefów)          | Ksawery Morka (Ryś Warszawa) Eryk Neumann (Olimpijczyk Wrocław)                |
| do 81 kg       | Damian Szwarnowiecki (Praesidium Wrocław)               | Paweł Drzymał (Czarni Bytom)      | Adam Stodolski (Leśnik Kaczory) Fabrycjusz Tarkowski (AZS Opole)               |
| do 90 kg       | Jakub Pankowski (AZS Opole)                             | Dmitrij Janczylik (Galeon Gdynia) | Dawid Mechowski (Wybrzeże Gdańsk) Norbert Majcher (Millenium Rzeszów)          |
| do 100 kg      | Piotr Kuczera (Kejza Team Rybnik)                       | Tomasz Szczepaniak (AZS Opole)    | Damian Kubiak (Akademia Judo Poznań) Igor Dzierżanowski (Akademia Wawer)       |
| powyżej 100 kg | Grzegorz Teresiński (UKS Sport dla Wszystkich Warszawa) | Dominik Majowski (Czarni Bytom)   | Patryk Broniec (UKJ 225 Jdo) Wiktor Tworzydło (AZS AWF Warszawa)               |